# Gunnarps socken
Gunnarps socken i Halland ingick i Faurås härad, delar har före 1890 ingått i Kinds och Årstads härad. Socknen ingår sedan 1971 i Falkenbergs kommun och motsvarar från 2016 Gunnarps distrikt.
Socknens areal är 108,00 kvadratkilometer, varav 96,62 land. År 2000 fanns här 1 061 invånare. Tätorten Ätran, småorten Fegen samt kyrkbyn Gunnarp med sockenkyrkan Gunnarps kyrka ligger i socknen. 

## Administrativ historik
Gunnarps socken har medeltida ursprung. Fram till 1890 års ingång var socknen delad på två län och tre härader, nämligen Faurås och Årstads härader i Hallands län och Kinds härad i Älvsborgs län. Delar av Ekängen och Hult hörde till Mårdaklevs socken i Kinds härad. Delarna öster om Ätran  (Aborrakull, Alvhaga, Bälshult, Bälsäng, Djuparp, Däntershult, del av Ekängen, Eseryd, Forshult, del av Hult, Hunnakull, Joarsbo, Mjöhult, Rörshult, Sotanäs, Strättebo, Svanshult, Tokalynga, Ulabo, Vasshult, Årnahylte och Ögärdet) hörde före 1890 till Årstads härad. Förhållanden för Övre Hult var situationen då Halland (och därmed Gunnarp) fortfarande tillhörde Danmark särskilt komplex då de betalade halv skatt i bägge länderna, gick i kyrkan i Danmark och följde svensk lag.
Vid kommunreformen 1862 övergick socknens ansvar för de kyrkliga frågorna till Gunnarps församling och för de borgerliga frågorna till Gunnarps landskommun. Landskommunen inkorporerades 1952 i Ätrans landskommun som i sin tur 1971 uppgick i Falkenbergs kommun.
1 januari 2016 inrättades distriktet Gunnarp med samma omfattning som församlingen hade 1999/2000.  
Socknen har tillhört fögderier och domsagor enligt Faurås härad. De indelta båtsmännen tillhörde Södra Hallands första båtsmanskompani.

## Geografi och natur
Gunnarps socken ligger kring Ätran med sjön Fegen i öster. Socknen består av dalgångsbygd utmed Ätran och sjörik skogsbygd. Fegen delas med Kalvs socken i Svenljunga kommun samt Sandviks och Burseryds socknar i Gislaveds kommun. Andra betydande insjöar är Tjärnesjön som delas med Gällareds socken i Falkenbergs kommun, Örsjön som delas med Älvsereds socken i Falkenbergs kommun och Mårdaklevs socken i Svenljunga kommun och Bossjön som delas med Älvsereds socken. 
Fegen är även namnet ett naturreservat som delas med Kalvs och Håcksviks socknar i Svenljunga kommun samt Gryteryds och Burseryds socknar i Gislaveds kommun. Det ingår i EU-nätverket Natura 2000.
I kyrkbyn Gunnarp fanns förr ett gästgiveri.

## Fornlämningar
Från stenåldern finns boplatser och från bronsåldern gravrösen och stensättningar. Från järnåldern ett gravfält och en domarring.

## Namnet
Namnet (1330-talet Gunnathorp) kommer från kyrkbyn. Förleden är mansnamnet Gunni. Efterleden  är torp, 'nybygge'.

## Befolkningsutveckling
| Befolkningsutvecklingen i Gunnarps socken 1800–1990                                                     | Befolkningsutvecklingen i Gunnarps socken 1800–1990 | Befolkningsutvecklingen i Gunnarps socken 1800–1990 | Befolkningsutvecklingen i Gunnarps socken 1800–1990 | Befolkningsutvecklingen i Gunnarps socken 1800–1990 |
| --- | --------------------------------------------------- | --------------------------------------------------- | --------------------------------------------------- | --------------------------------------------------- |
| |                                                     |                                                     |                                                     |                                                     |
| År |                                                     |                                                     | Folkmängd                                           |                                                     |
| 1800 | 1800                                                |                                                     | 804                                                 |                                                     |
| 1810 | 1810                                                |                                                     | 721                                                 |                                                     |
| 1820 | 1820                                                |                                                     | 802                                                 |                                                     |
| 1830 | 1830                                                |                                                     | 887                                                 |                                                     |
| 1840 | 1840                                                |                                                     | 866                                                 |                                                     |
| 1850 | 1850                                                |                                                     | 1 018                                               |                                                     |
| 1860 | 1860                                                |                                                     | 1 101                                               |                                                     |
| 1870 | 1870                                                |                                                     | 1 137                                               |                                                     |
| 1880 | 1880                                                |                                                     | 1 122                                               |                                                     |
| 1890 | 1890                                                |                                                     | 1 124                                               |                                                     |
| 1900 | 1900                                                |                                                     | 1 191                                               |                                                     |
| 1910 | 1910                                                |                                                     | 1 402                                               |                                                     |
| 1920 | 1920                                                |                                                     | 1 426                                               |                                                     |
| 1930 | 1930                                                |                                                     | 1 333                                               |                                                     |
| 1940 | 1940                                                |                                                     | 1 184                                               |                                                     |
| 1950 | 1950                                                |                                                     | 1 217                                               |                                                     |
| 1960 | 1960                                                |                                                     | 1 200                                               |                                                     |
| 1970 | 1970                                                |                                                     | 1 160                                               |                                                     |
| 1980 | 1980                                                |                                                     | 1 075                                               |                                                     |
| 1990 | 1990                                                |                                                     | 1 140                                               |                                                     |
| Anm: Källor: Umeå universitet - Tabellverket 1749-1859, Demografiska databasen, CEDAR, Umeå universitet |                                                     |                                                     |                                                     |                                                     |